# 2008-as sakkvilágbajnokság
 Ez a cikk a sakkjátszmák algebrai lejegyzését alkalmazza.
A 2008-as sakkvilágbajnokság a címvédő Visuvanádan Ánand és az előző világbajnok Vlagyimir Kramnyik közötti párosmérkőzés keretében zajlott 2008. október 14–29. között Németországban, Bonnban.
A 12 játszmásra tervezett mérkőzést Ánand 6,5–4,5-re nyerte, ezzel megvédte világbajnoki címét.

## Előzmények
A mérkőzés a 2006-os címegyesítő sakkvilágbajnokság következtében jött létre, amelynek értelmében a „klasszikus sakkvilágbajnok”, valamint a „FIDE-világbajnok” címegyesítő mérkőzésének győztese jogot kapott arra, hogy megmérkőzzön a következő 2007-es sakkvilágbajnokság győztesével, amennyiben azon nem ő nyer. A 2007-es világbajnokságot Ánand nyerte Kramnyik előtt, így kettejük mérkőzésére került sor.

## Az egymás elleni eredmények
A két versenyző 2008. októberig, a világbajnoki mérkőzésig 51 klasszikus időbeosztású, 46 rapid-, 9 villám-, 13 vak- és „advanced sakk” játszmát játszott egymással.
| Egymás elleni eredmények | Egymás elleni eredmények | Egymás elleni eredmények | Egymás elleni eredmények | Egymás elleni eredmények | Egymás elleni eredmények |
|                          |                          | Ánand nyert              | Döntetlen                | Kramnyik nyert           | Összesen                 |
| ------------------------ | ------------------------ | ------------------------ | ------------------------ | ------------------------ | ------------------------ |
| Klasszikus               | Ánand (világossal)       | 2                        | 19                       | 0                        | 21                       |
| Klasszikus               | Kramnyik (világossal)    | 2                        | 22                       | 6                        | 30                       |
| Klasszikus               | Összesen                 | 4                        | 41                       | 6                        | 51                       |
| Rapidsakk játszmában     | Rapidsakk játszmában     | 10                       | 34                       | 2                        | 46                       |
| Villámsakk játszmában    | Villámsakk játszmában    | 2                        | 5                        | 2                        | 9                        |
| Vaksakk játszmában       | Vaksakk játszmában       | 3                        | 6                        | 4                        | 13                       |
| Advanced sakk játszmában | Advanced sakk játszmában | 0                        | 7                        | 1                        | 8                        |
| Összesen                 | Összesen                 | 19                       | 93                       | 15                       | 127                      |

## Formájuk és az esélyek
A korabeli szaksajtó nem tudott egyértelműen állást foglalni az esélyek tekintetében. Némileg Kramnyik mellett szólt a nagyobb meccstapasztalat, lévén ez már a negyedik világbajnoki mérkőzése volt. Ánandot inkább erős tornajátékosnak tartották, az egyetlen világbajnoki mérkőzését, amelyet Garri Kaszparov ellen játszott, elvesztette.
A 2008. októberi világranglistán Ánand csak az 5. helyen állt 2783 ponttal, míg Kramnyik mögötte 2772 ponttal a 6. helyet foglalta el, de az élmezőny nagyon szoros volt. A ranglistát ekkor Veszelin Topalov vezette 2791 ponttal, mögötte Alekszandr Morozevics állt a 2. helyen 2787 ponttal, és őket a 3–4. helyen követte 2786 ponttal Vaszil Ivancsuk és a 18. évét még be sem töltött Magnus Carlsen.
A mérkőzést megelőzően mindketten részt vettek a 2742 átlag-Élő-pontszámú szupererős Corus sakktornán Wijk aan Zee-ben, ahol Ánand a 3–4., Kramnyik a 6–7. helyen végzett.  A júniusban Dortmundban rendezett Sparkassen tornán kettejük közül csak Kramnyik vett részt, és a nyolcfős mezőnyben csak a 7. helyet szerezte meg. Augusztusban a Tal-emlékversenyen Moszkvában valamivel jobb játékkal a 2–5. helyen végzett.
Ánand ezzel szemben 2008. februárban megnyerte a Linares-Moreliában rendezett szupertornát, a mérkőzést közvtlenül megelőzően azonban a Mesterek Tornája döntőjén Bilbaóban csak az utolsó helyet szerezte meg.

## A mérkőzés
A mérkőzés helyszíne Bonnban a Kunst- und Ausstellungshalle der Bundesrepublik Deutschland, a Német Köztársaság Művészeti és Kiállítási Csarnoka volt.

### A mérkőzés szabályai
A mérkőzést 12 játszmásra tervezték, és az győz, aki 6,5 pontot szerez. Játszmánként 120 perc alatt kellett 40 lépést megtenni. Ha ezalatt a játszma nem fejeződött be, akkor még 60 percet kaptak további 20 lépésre. Ha még mindig nem fejeződött be a játék, akkor még 15 percet és lépésenként 30 másodpercet kaptak a játszma befejezéséig.
Az előzetesen lefektetett szabályok szerint ha a mérkőzés döntetlennel zárul, akkor rájátszás következik az alábbi módon:
- négy rapidjátszma, amelyben 25 perc gondolkodási idő áll a versenyzők rendelkezésére, és lépésenként még 10 másodperc többletidőt kapnak;
- ha az állás továbbra is egyenlő, akkor két villámjátszmára kerül sor, amelyben 5–5 perc gondolkodási idő mellett lépésenként 10 másodperc többletidőt kapnak;
- ha még ekkor sem születik eredmény, akkor egy armageddonjáték dönt, amelyben világos 6 percet, sötét 5 percet kap, és sötét számára a döntetlen eredmény a győzelmet jelenti.

### A szekundánsok
Ánand szekundánsai  Peter Heine Nielsen, Rusztam Kaszimdzsanov, Surya Ganguly és Radosław Wojtaszek voltak. A mérkőzés utáni egyik interjúban megemlítette, hogy Magnus Carlsen is segített neki az elemzésben.
Kramnyik szekundánsai Szergej Rubljovszkij, Laurent Fressinet és Lékó Péter voltak.

### A játszmánkénti eredmények
| Versenyző          | Ország      | Pontszám | 1 | 2 | 3 | 4 | 5 | 6 | 7 | 8 | 9 | 10 | 11 | Összesen |
| ------------------ | ----------- | -------- | - | - | - | - | - | - | - | - | - | -- | -- | -------- |
| Visuvanádan Ánand  | India       | 2783     | ½ | ½ | 1 | ½ | 1 | 1 | ½ | ½ | ½ | 0  | ½  | 6½       |
| Vlagyimir Kramnyik | Oroszország | 2772     | ½ | ½ | 0 | ½ | 0 | 0 | ½ | ½ | ½ | 1  | ½  | 4½       |

### A mérkőzés játszmái
A mérkőzés összes játszmája megtalálható a Chessgames honlapján. A döntéssel végződött játszmák:
3. játszma Kramnyik–Anand 0–1 41 lépés
Fél-szláv védelem, meráni, Blumenfeld-változat ECO D49
1.d4 d5 2.c4 c6 3.Hf3 Hf6 4.Hc3 e6 5.e3 Hbd7 6.Fd3 dxc4 7.Fxc4 b5 8.Fd3 a6 9.e4 c5 10.e5 cxd4 11.Hxb5 axb5 12.exf6 gxf6 13.O-O Vb6 14.Ve2 Fb7 15.Fxb5 Fd6 16.Bd1 Bg8 17.g3 Bg4 18.Ff4 Fxf4 19.Hxd4 h5 20.Hxe6 fxe6 21.Bxd7 Kf8 22.Vd3 Bg7 23.Bxg7 Kxg7 24.gxf4 Bd8 25.Ve2 Kh6 26.Kf1 Bg8 27.a4 Fg2+ 28.Ke1 Fh3 29.Ba3 Bg1+ 30.Kd2 Vd4+ 31.Kc2 Fg4 32.f3 Ff5+ 33.Fd3 Fh3 34.a5 Bg2 35.a6 Bxe2+ 36.Fxe2 Ff5+ 37.Kb3 Ve3+ 38.Ka2 Vxe2 39.a7 Vc4+ 40.Ka1 Vf1+ 41.Ka2 Fb1+ 0-1
|    | |    |    |    |    |    |    |
|    | \| \| \| \| \| \| \| \| \| \| \| \| \| \| \| \| \| \| \| \| \| \| \| \| \| \| \| \| \| \| \| \| \| \| \| \| \| \| \| \| \| \| \| \| \| \| \| \| \| \| \| \| \| \| \| \| \| \| \| \| \| \| \| \| \| \| \| \| \| \| \| \| |    |    |    |    |    |    |
|    | |    |    |    |    |    |    |
| a8 | b8 | c8 | d8 | e8 | f8 | g8 | h8 |
| a7 | b7 | c7 | d7 | e7 | f7 | g7 | h7 |
| a6 | b6 | c6 | d6 | e6 | f6 | g6 | h6 |
| a5 | b5 | c5 | d5 | e5 | f5 | g5 | h5 |
| a4 | b4 | c4 | d4 | e4 | f4 | g4 | h4 |
| a3 | b3 | c3 | d3 | e3 | f3 | g3 | h3 |
| a2 | b2 | c2 | d2 | e2 | f2 | g2 | h2 |
| a1 | b1 | c1 | d1 | e1 | f1 | g1 | h1 |

| a8 | b8 | c8 | d8 | e8 | f8 | g8 | h8 |
| a7 | b7 | c7 | d7 | e7 | f7 | g7 | h7 |
| a6 | b6 | c6 | d6 | e6 | f6 | g6 | h6 |
| a5 | b5 | c5 | d5 | e5 | f5 | g5 | h5 |
| a4 | b4 | c4 | d4 | e4 | f4 | g4 | h4 |
| a3 | b3 | c3 | d3 | e3 | f3 | g3 | h3 |
| a2 | b2 | c2 | d2 | e2 | f2 | g2 | h2 |
| a1 | b1 | c1 | d1 | e1 | f1 | g1 | h1 |

5. játszma Kramnyik–Anand 0–1 35 lépés
Fél-szláv védelem, meráni, Blumenfeld-változat ECO D49
1.d4 d5 2.c4 c6 3.Hf3 Hf6 4.Hc3 e6 5.e3 Hbd7 6.Fd3 dxc4 7.Fxc4 b5 8.Fd3 a6 9.e4 c5 10.e5 cxd4 11.Hxb5 axb5 12.exf6 gxf6 13.O-O Vb6 14.Ve2 Fb7 15.Fxb5 Bg8 16.Ff4 Fd6 17.Fg3 f5 18.Bfc1 f4 19.Fh4 Fe7 20.a4 Fxh4 21.Hxh4 Ke7 22.Ba3 Bac8 23.Bxc8 Bxc8 24.Ba1 Vc5 25.Vg4 Ve5 26.Hf3 Vf6 27.Be1 Bc5 28.b4 Bc3 29.Hxd4 Vxd4 30.Bd1 Hf6 31.Bxd4 Hxg4 32.Bd7+ Kf6 33.Bxb7 Bc1+ 34.Ff1 He3 35.fxe3 fxe3 0-1
6. játszma Anand–Kramnyik 1–0 47 lépés
Nimzoindiai védelem, Noa-változat ECO E34
1.d4 Hf6 2.c4 e6 3.Hc3 Fb4 4.Vc2 d5 5.cxd5 Vxd5 6.Hf3 Vf5 7.Vb3 Hc6 8.Fd2 O-O 9.h3 b6 10.g4 Va5 11.Bc1 Fb7 12.a3 Fxc3 13.Fxc3 Vd5 14.Vxd5 Hxd5 15.Fd2 Hf6 16.Bg1 Bac8 17.Fg2 He7 18.Fb4 c5 19.dxc5 Bfd8 20.He5 Fxg2 21.Bxg2 bxc5 22.Bxc5 He4 23.Bxc8 Bxc8 24.Hd3 Hd5 25.Fd2 Bc2 26.Fc1 f5 27.Kd1 Bc8 28.f3 Hd6 29.Ke1 a5 30.e3 e5 31.gxf5 e4 32.fxe4 Hxe4 33.Fd2 a4 34.Hf2 Hd6 35.Bg4 Hc4 36.e4 Hf6 37.Bg3 Hxb2 38.e5 Hd5 39.f6 Kf7 40.He4 Hc4 41.fxg7 Kg8 42.Bd3 Hdb6 43.Fh6 Hxe5 44.Hf6+ Kf7 45.Bc3 Bxc3 46.g8=V+ Kxf6 47.Fg7+ 1-0
10. játszma Kramnyik–Anand 1–0 29 lépés
Nimzoindiai védelem, Romanyisin-változat ECO E21
1.d4 Hf6 2.c4 e6 3.Hc3 Fb4 4.Hf3 c5 5.g3 cxd4 6.Hxd4 O-O 7.Fg2 d5 8.cxd5 Hxd5 9.Vb3 Va5 10.Fd2 Hc6 11.Hxc6 bxc6 12.O-O Fxc3 13.bxc3 Fa6 14.Bfd1 Vc5 15.e4 Fc4 16.Va4 Hb6 17.Vb4 Vh5 18.Be1 c5 19.Va5 Bfc8 20.Fe3 Fe2 21.Ff4 e5 22.Fe3 Fg4 23.Va6 f6 24.a4 Vf7 25.Ff1 Fe6 26.Bab1 c4 27.a5 Ha4 28.Bb7 Ve8 29.Vd6 1-0